# شاهين (مسلسل)
شاهين, مسلسل كويتي درامي انتج عام 2007 ومدتها 50 دقيقة . ومن بطولة سعاد عبد الله ، غازي حسين ، هدى الخطيب ، خالد امين جمال الردهان مسلسل تراثي تدور فكرته حول شاهين الشاب الذي خرج في رحلة بحرية (الغوص) وتعرض أثناء ذلك لعاصفة بحرية عاد منها القليل أحدهم أخبر أم شاهين أن ابنها حي وسيعود، وتبقى الأم في انتظارالابن.